# Média européen
Le terme de média européen désigne les médias visant un public plus large que celui d'un unique État européen au sens large et plus généralement d'État membre de l'Union européenne.
Ces médias se caractérisent par un désir d'intégration européenne et sont donc massivement europhiles mais aussi par un multilinguisme quasi-généralisé du fait de la diversité des langues d'Europe, même si l'anglais domine. 

## Internet
C'est le principal support des médias européens.
- Le Taurillon
- cafebabel.com
- EBU
- EUobserver
- Europe Today
- Euro Topic
- European Voice
- Euractiv
- Voxeurop

## Presse écrite
C'est le média qui souffre le plus de la barrière des langues, puisqu'il est publié dans une seule version. On pourrait pourtant imaginer une presse écrite traduite dans différentes langues, sur le modèle du Monde diplomatique ou de Courrier international, ou en une seule langue mais dépassant le cadre national, sur le modèle de l’International Herald Tribune.

## Télévision
Le principal obstacle à une chaîne réside une fois de plus dans le problème des langues. Ce problème pourrait être résolu par les progrès permis par la télévision numérique.
- Arte
- Euronews
- Eurosport
- Europe en images

## Chaînes de radio
- Radio Free Europe-Radio Liberty
- Eur@dioNantes
- Euronews Radio

La radio européenne devrait connaître[style à revoir] un plus large développement après l'initiative d'un consortium de 16 radios de 13 pays de l'UE et de 7 autres radios associées (dont Radio Polskie, Punto Radio (Espagne), Deutsche Welle, Radio Netherlands, Radio France internationale et Radio Slovenia International) pour la création d'un réseau européen de radio, remportant ainsi l'appel d'offres de la Commission pour un contrat de service. Ces radios « coproduiront et diffuseront simultanément, jour après jour, des programmes consacrés aux actualités et questions de société de l'Europe des 27 ».